# Lil B
Lil B（リル・ビー、1989年8月17日 - ）は、アメリカ合衆国のラッパー、音楽プロデューサー、作家、活動家である。The Packの一員だった。

## 経歴

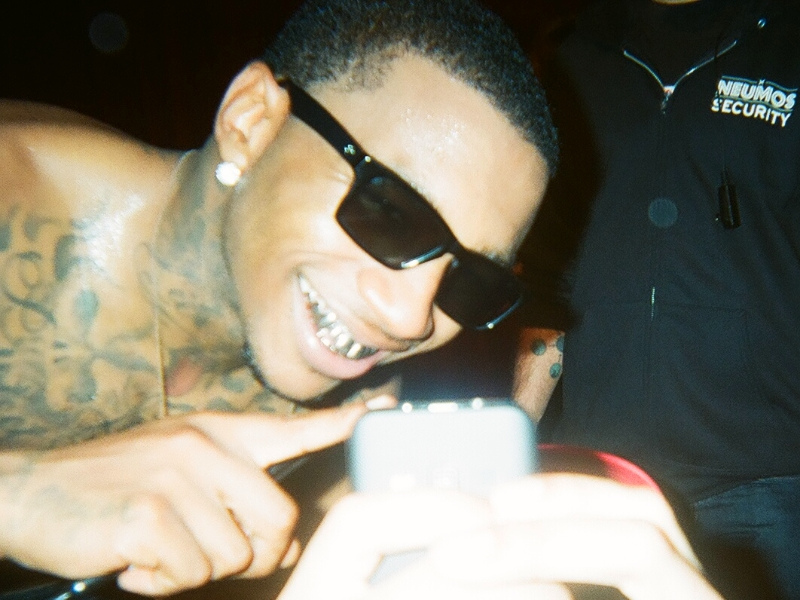
Lil B（2012年）

ラップ・グループのThe Packでの活動を通じて、全国的に注目を集めた。同グループは、2006年のヒット曲「Vans」で知られている。
MySpaceなどを通じて、ウェブ上で数多くの録音作品を発表しており、その大半は無料ダウンロードできる。本人によれば、2008年から2011年までのあいだに約2,000曲をリリースしている。
2011年、アルバム『I'm Gay (I'm Happy)』をリリースする。2012年、インストゥルメンタル・アルバム『Choices and Flowers』をリリースする。

## ディスコグラフィー

### スタジオ・アルバム
- Rain in England（2010年）
- Angels Exodus（2011年）
- I'm Gay (I'm Happy)（2011年）
- Choices and Flowers（2012年）
- Tears 4 God（2012年）

### コンピレーション・アルバム
- Faces of Lil B Vol. 1: Based God the Star（2012年）
- Faces of Lil B Vol. 2: Based God Is Eternal（2012年）
- Faces of Lil B Vol. 3: Based God Struggles（2012年）
- Faces of Lil B Vol. 4: Based God Is Gorgeous（2012年）
- Faces of Lil B Vol. 5: Based God Loves You（2012年）

### ミックステープ
- I Forgive You（2011年）
- Black Flame（2011年）
- Blue Eyes（2011年）
- Gold House（2011年）
- White Flame（2012年）
- God's Father（2012年）
- Trapped in Basedworld（2012年）
- Rich After Taxes（2012年）
- Green Flame（2012年）
- Obama Basedgod（2012年）
- Based Jam（2012年）
- Frozen（2012年）
- Crime Fetish（2012年）
- Glassface（2012年）
- Pink Flame（2013年）
- P.Y.T. (Pretty Young Thug)（2013年）
- 100% Gutta（2013年）
- 05 Fuck Em（2013年）
- Basedworld Paradise（2014年）
- Hoop Life（2014年）
- Ultimate Bitch（2014年）
- Free (Based Freestyles Mixtape)（2015年）
- Thugged Out Pissed Off（2015年）
- Black Ken（2017年）
- Platinum Flame（2018年）
- Options（2018年）
- 28 Wit a Ladder（2019年）
- The Hunchback of BasedGod（2019年）
- Loyalty Casket（2019年）
- 30 Wit a Hammer（2020年）
- Trap Oz（2020年）

## 著書
- Takin' Over: By Imposing the Positive! （2009年）